# بیگ کاپیت کی، فلوریدا
بیگ کاپیت کی (به انگلیسی: Big Coppitt Key) یک منطقهٔ مسکونی در ایالات متحده آمریکا است که در شهرستان مونرو، فلوریدا واقع شده‌است. بیگ کاپیت کی ۳٫۸ کیلومتر مربع مساحت و ۲٬۵۹۵ نفر جمعیت دارد و ۱ متر بالاتر از سطح دریا واقع شده‌است.